# Pamiers
Pamiers en francés, Pàmias en occitano, es una ciudad y comuna francesa situada en el departamento de Ariège, en la región de Occitania. Sus habitantes reciben el gentilicio de Appaméens.
Pamiers se encuentra situada en la región natural de la Plaine de Ariège, a 52 kilómetros al sur de Toulouse, 17 kilómetros al norte de Foix, 61 kilómetros al oeste de Carcasona y 72 kilómetros al este de Saint-Gaudens. La ciudad es un importante cruce de comunicaciones terrestres. 
Está edificada bordeando el curso del Río Ariège, del que derivan canales que cruzan su centro histórico antiguo (inscritos desde julio de 1999 como Monumentos Históricos).

## Población
La población de la comuna se encuentra concentrada en dos grandes núcleos urbanos:
- Banlieue : Pamiers, Saint-Jean-du-Falga
- Moyenne couronne : Pamiers, St-Jean-du-Falga, La Tour-du-Crieu, Verniolle.

## Historia
La presencia romana en el territorio se ha demostrado, en particular, por el descubrimiento de partes de una estatua en bronce del dios Mercurio extraordinariamente conservada y de un pozo funerario, del siglo III a. C.
En el siglo V, el rey visigodo de Toulouse Théodoric I dejó a Frédéric, uno de sus hijos, el territorio correspondiente a la ciudad actual, llamándose en aquel periodo Frédélas (es decir, "el ámbito de Frédéric"). Saint Antonin, hijo de Frédéric, se convierte al catolicismo y evangeliza la región. Fue elevado un santuario para albergar sus reliquias después de ser martirizado por los arrianos. Este lugar es previo a 961, fecha del primer documento escrito del que se dispone sobre la historia de la ciudad. poco a poco el santuario va siendo sustituido por una Abadía construida sobre la otra orilla y adoptó el nombre de Abadía de Saint-Antonin después de ser trasladadas a ella las reliquias del santo en el siglo X (año 987).
En el siglo XII la ciudad experimenta un importante desarrollo a pesar de los problemas en la región derivados por el tema del catarismo por la Iglesia católica. Pamiers fue nombrada feudo de la ortodoxia. El papa Bonifacio VIII premió la fidelidad de la ciudad convirtiéndola en obispado, en 1295 y nombrando a Bernard Saisset abad. Saisset se convirtió en el principal intermediario entre el Papa y Felipe IV de Francia en la Cruzada contra los albigenses. La ciudad se enriqueció gracias a la religión y numerosas órdenes católicas se establecieron en los territorios de la actual comuna que, además de su misión evangélica, desarrollaron también la enseñanza entre la población en la región (en particular los dominicos, pero también franciscanos, agustinos, las clarisas, carmelitas, jesuitas o los hospitalarios de la Orden de Malta). En estos tiempos, por el número de conventos, Pamiers estuvo a la misma altura que Toulouse, Burdeos o París.
Las Guerras de religión de Francia fueron devastadoras para la ciudad. Las distintas iglesias fueron arrasadas (excepto los campanarios que eran utilizados como puntos de guardia y vigía). En 1629, el príncipe Enrique II de Condé tomó y devastó totalmente la ciudad, enviando a sus habitantes a las galeras. 
Durante la Revolución francesa, Pamiers se convierte en un lugar donde la tensión es extrema, el espíritu revolucionario de los Appaméens no es aprobado por la sede episcopal de la ciudad,  perdiéndose esta sede, al igual que su Présidial (edificios donde estaban situados los tribunales de justicia, en Francia) al que se borran las flores de lis de su blasón.
En el siglo XIX, en 1817, se construye la fábrica metalúrgica, convirtiéndose a partir de entonces el motor de la ciudad.

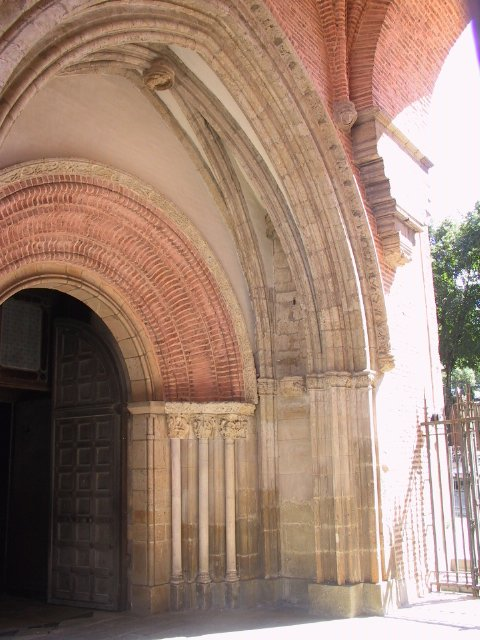
Portada de la catedral.

## Monumentos de interés
La mayoría de los edificios históricos fechan los siglos XVII y XVIII, destacando en ellos la utilización del ladrillo rojo como en  Toulouse.

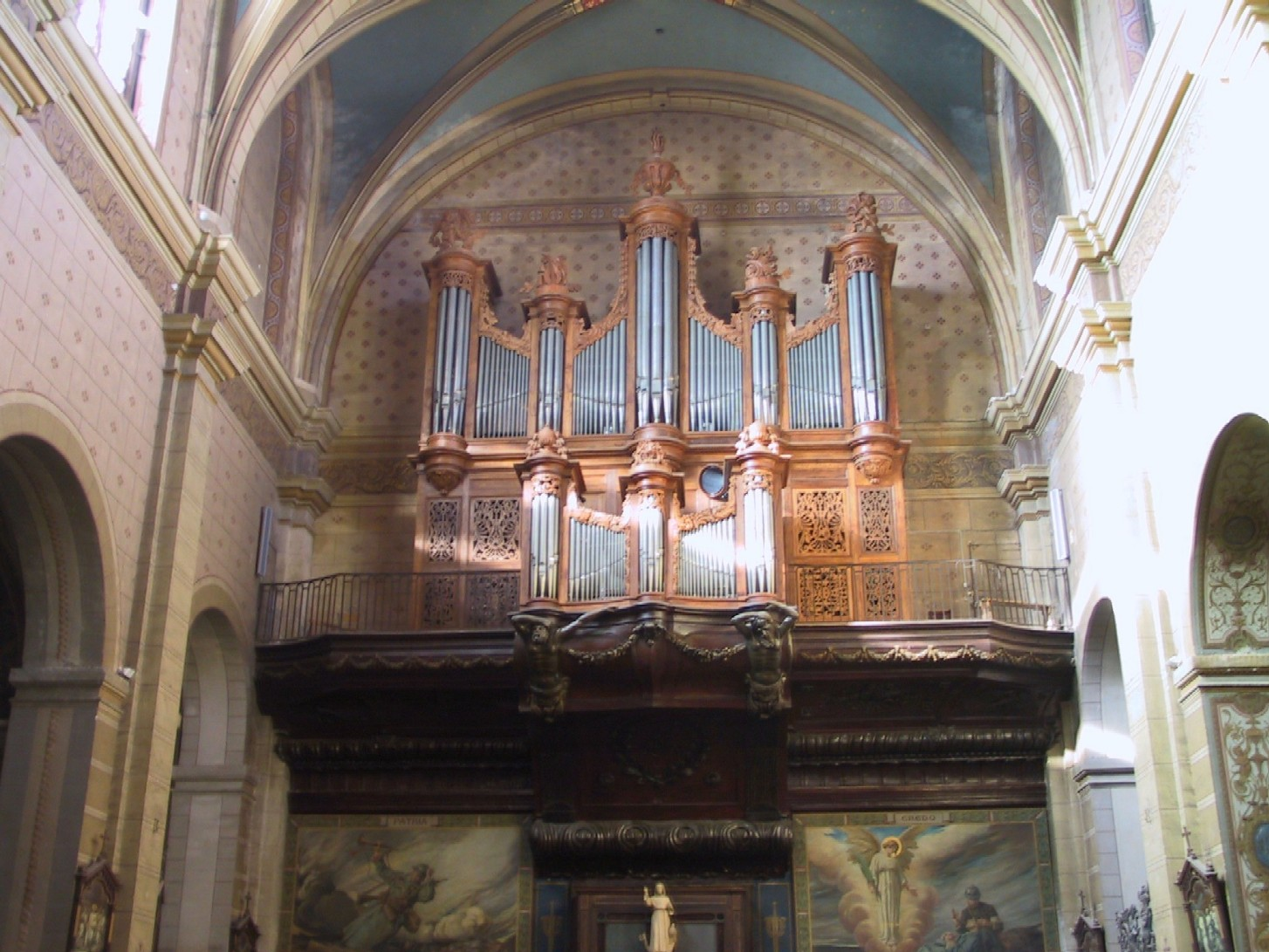
Órgano de la catedral.

- Catedral Saint-Antonin: reconstruida en el siglo XVII. Con el Pórtico y esculturas románicas del siglo XII. El órgano data del XVIII.

- Iglesia Notre-Dame-du-Camp: su nombre proviene de su situación geográfica, fuera de la ciudad, en el campo. La construcción es del siglo XII, una ampliación importante incluyendo la construcción de la fachada en ladrillo, se efectuaron en el siglo XIV. Esta fachada es la única parte que subsistirá después de la destrucción de la iglesia en 1577; la que conocemos hoy data así pues del siglo XVII. Alberga un órgano construido en 1860 por Emile Poírier y Nicolas Lieberknecht, clasificado monumento histórico y restaurado en 2004. Alberga también varios tapices de los siglos XVII y XVIII y un carillón de 21 campanas.

- Convento del Carmelo: fundado en 1648 y aún habitado por frailes carmelitas en la actualidad. Su capilla, construida en el siglo XVIII, está admirablemente bien conservada. Los edificios del Carmelo se utilizaron como prisión como durante la Revolución francesa.

- Torre de Cordeliers: edificada en 1512 reproduciendo a la torre de los Cordeliers de Toulouse.

- Abadía de Cailloup: edificio románico construido en la primera mitad del siglo XII. Fue clasificada Monumento histórico en 1992.

- Tribunal de justicia: comenzado en 1665 y terminado en 1777.

- Colegio del Castella: antiguo seminario que data del siglo XVIII.

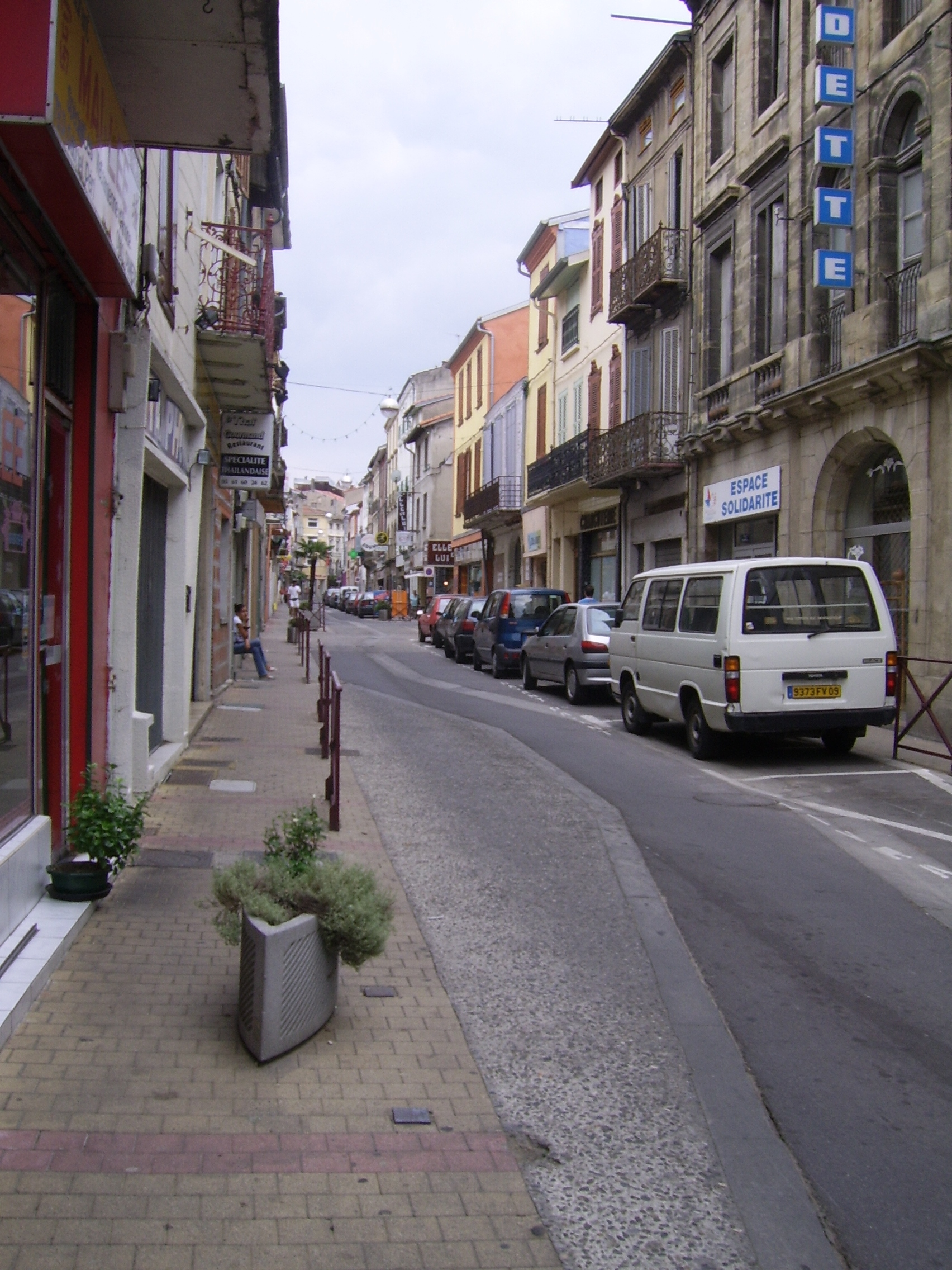
Calles de Pamiers.

- Puerta de Nerviau: único testimonio del recinto amurallado que separaba los barrios de Couserans y el Mercadal hasta el siglo XV.

- Los canales de agua: rodean la ciudad antigua y clasificados como Monumentos Históricos en 1999. Eran ya utilizados en el siglo XII para hacer funcionar los molinos de agua de la ciudad.

## Gastronomía
Se produce una judía particular, el "coco de Pamiers". Se trata de una pequeña judía redonda que se utiliza en el Mounjetado, una variación local de la cassoulet.

## Demografía
| 4 954 | 6 174 | 5 646 | 5 919 | 6 480 | 6 905 | 7 667 | 7 770 | 7 631 | 7 910 | 7 877 | 8 690 | 8 967 | 11 726 | 11 944 | 11 143 | 10 657 | 10 886 | 10 449 | 10 017 | 12 012 | 12 131 | 13 164 | 14 035 | 12 026 | 12 822 | 13 297 | 14 564 | 14 325 | 13 345 | 12 965 | 13 417 | 15 574 |
| Para los censos de 1962 a 1999 la población legal corresponde a la población sin duplicidades (Fuente: INSEE [Consultar]) |       |       |       |       |       |       |       |       |       |       |       |       |        |        |        |        |        |        |        |        |        |        |        |        |        |        |        |        |        |        |        |        |

## Personas destacadas
- Gabriel Fauré, compositor (1845-1924)
- Théophile Delcassé, político (1852 - 1923)
- Jacques Fournier, (1279 - 1342). Obispo de Pamiers que fue posteriormente el Papa Benedicto XII (papa de Aviñón de 1334 à 1342)
- Marc Guillaume Alexis Vadier, político, (1736-1828)
- Caroline Montigny-Rémaury, pianista (1843-1913)

## Ciudades hermanadas
- Crailsheim,  Alemania
- Tarrasa,  España